# Нефротоксичность
Нефротокси́чность — способность некоторых химических веществ (включая лекарства) оказывать токсическое действие, проявляющееся поражением почек. Существуют разные механизмы реализации нефротоксичности и разные формы проявления конечного нефротоксического эффекта (например, острый гломерулонефрит, некроз почечных канальцев, несахарный диабет и т. д.). Некоторые химические вещества (включая лекарства) могут отрицательно влиять на функцию почек более чем одним способом. Нефротоксичность лекарственных веществ и ядов обычно особенно выражена у больных, уже исходно имеющих то или иное поражение почек или снижение их функции.
Нефротоксинами называют химические вещества, обладающие свойством нефротоксичности.
Не следует путать нефротоксичность лекарств с тем фактом, что некоторые лекарства выводятся преимущественно почками и их доза нуждается в коррекции (уменьшении) у больных со сниженной функцией почек.

## Механизмы и типы нефротоксичности

### Сердечно-сосудистая
- Общая: диуретики, бета-блокаторы, различные сосудорасширяющие вещества
- Местная: ингибиторы АПФ, циклоспорин

### Прямое поражение почечных канальцев
- Проксимальная часть канальцев: аминогликозидные антибиотики (например, гентамицин)[1], амфотерицин В, цисплатин, рентгеноконтрастные вещества для внутривенного введения, иммуноглобулины, маннитол
- Дистальная часть канальцев: НПВС (например, аспирин, ибупрофен, диклофенак), ингибиторы АПФ, циклоспорин, литий, циклофосфамид, амфотерицин B
- Закупорка почечных канальцев: сульфаниламиды, метотрексат, ацикловир, этиленгликоль

### Острый интерстициальныйнефрит
- бета-лактамные антибиотики, ванкомицин, рифампицин, сульфаниламиды, ципрофлоксацин, НПВП, ранитидин, циметидин, фуросемид, тиазидные диуретики, фенитоин

### Острыйгломерулонефрит
- пеницилламин

### Несахарный диабет
- литий
- Амфотерицин B
- фтор
- демеклоциклин
- фоскарнет

### Другие нефротоксины
- тяжелые металлы — блокируют сульфгидрильные группы тиоловых дыхательных ферментов
- Аристолохова кислота — обнаруживается в некоторых растениях и, что более опасно, в некоторых биологически активных пищевых добавках, производимых из этих растений. Недавно было показано, что она обладает нефротоксичностью у человека.

## Доклиническая оценка нефротоксичности лекарственных веществ
Оценку нефротоксичности при проведении доклинических исследований лекарственных средств целесообразно начинать с простых и малоинвазивных лабораторных и инструментальных методов, к которым относится общий анализ мочи и микроскопия мочевого осадка, что позволяет определить наличие нарушения функции органа, еще не имеющего сопутствующего анатомического поражения. При более глубоком анализе следует использовать методы гистологического и иммуногистохимического исследований тканей органов мочевыделительной системы лабораторных животных.

## Клинический мониторинг нефротоксичности лекарственных веществ
Клинический мониторинг нефротоксичности лекарственных веществ обычно осуществляется при помощи анализов крови. Повышенный уровень креатинина говорит о снижении почечной функции. Нормальный уровень креатинина в крови — между 80 и 120 мг/л. При проведении рентгеноконтрастных исследований с внутривенным контрастированием уровень креатинина в крови пациента проверяют до процедуры, и в случае обнаружения повышенного уровня креатинина крови применяется специальное рентгеноконтрастное вещество с меньшей нефротоксичностью.
Клиренс креатинина является более чувствительным методом измерения и оценки функции почек, и поэтому более удобен для клинического применения у пациентов с незначительными нарушениями функции почек или в ранних стадиях заболеваний почек.